# Dom zakonny z kaplicą i figurą Matki Boskiej w Grodkowicach
Dom zakonny z kaplicą i figurą Matki Boskiej w Grodkowicach – znajdujący się w powiecie wielickim, w gminie Kłaj, w Grodkowicach.
Budynek pierwotnie pełnił funkcję ochronki, później przekształcił się w szkołę, a od kilkudziesięciu lat pełni już tylko funkcję sakralną. Kaplica w budynku dawnej ochronki jest najstarszą świątynią w gminie Kłaj.

Budynek wraz z figurą wpisany jest do gminnej ewidencji zabytków.

## Historia
Projektantem ochronki w dobrach Stanisława Żeleńskiego był Jan Sas-Zubrzycki, a fundatorką Anna Żeleńska (żona Władysława Żeleńskiego). W 1905 roku obiekt oddano siostrom ze Zgromadzenia Sióstr Służebniczek Najświętszej Marii Panny ze Starej Wsi, dodając 2 morgi pola i roczną stałą ordynarię. Siostry miały opiekować się chorymi i udzielać nauki dzieciom miejscowym.
Siostry prowadziły działalność oświatowo-opiekuńczą do 1949 roku. Kaplica jest użytkowana przez kościół parafialny w Brzeziu.

## Architektura
Dwukondygnacyjny budynek na nieregularnym planie, o kształcie piętrowej willi podmiejskiej, z kaplicą i wieżą. Zastosowano szarą i czerwoną cegłę oraz piaskowiec.

## Otoczenie
Przed budynkiem, na niewielkim kopcu stoi figura Matki Bożej. 